# Casa Elias Valero
La Casa Elias Valero, Casa Berger Balaguer o Ca la Remei del Forn, és un edifici del municipi de Vilafranca del Penedès (Alt Penedès) protegit com a bé cultural d'interès local.

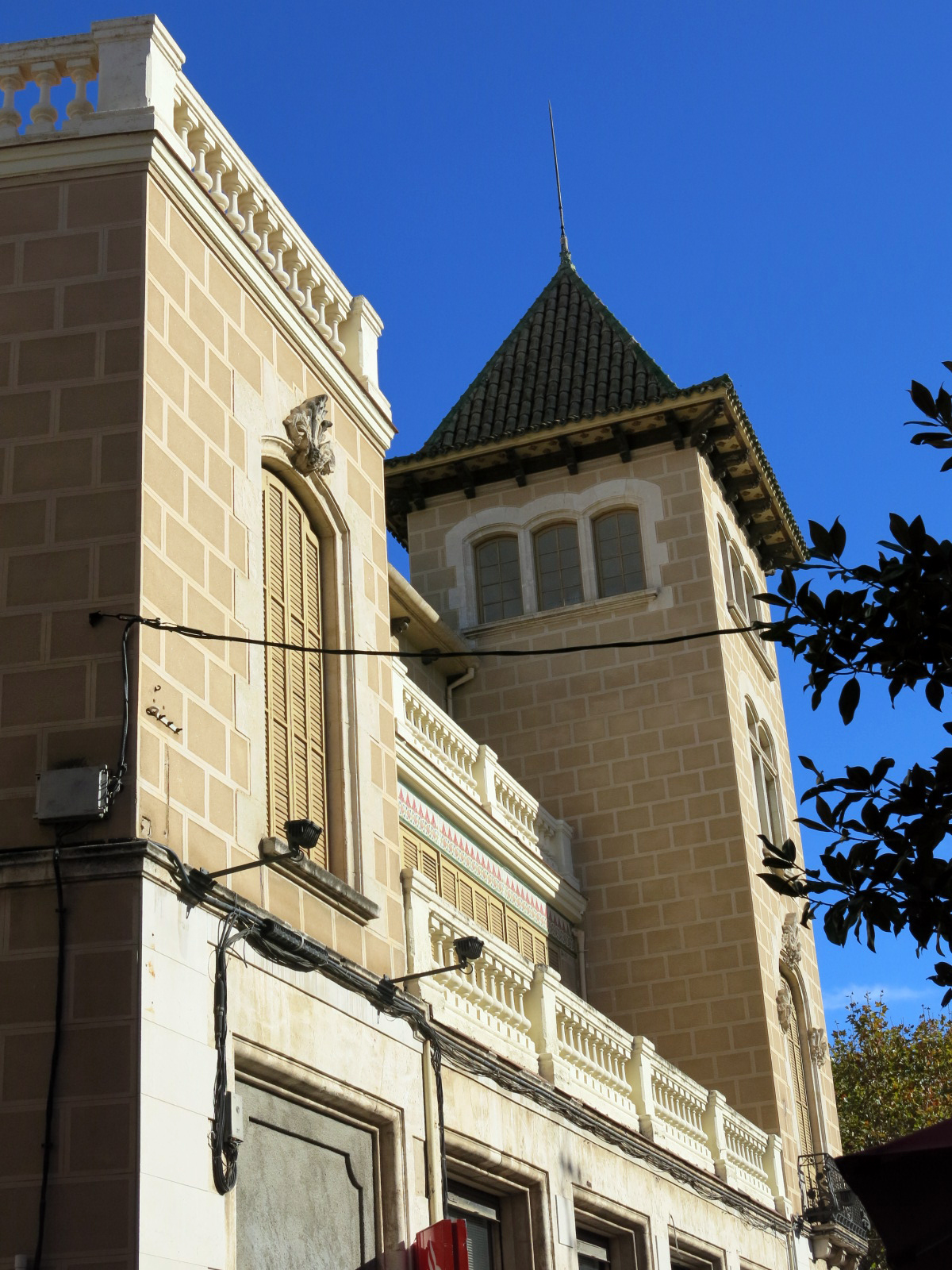
Façana de la plaça de Llorens i Barba, amb la torre cantonera

## Descripció
És una casa torre que ocupa un extrem sencer d'illa, amb tres cares al carrer i la quarta que fa de mitgera. Té planta baixa i dos pisos. A la cantonada de la rambla amb la Plaça de Llorens i Barba s'eleva una torre de planta baixa i tres pisos, amb coberta de pavelló, que conforma en part la imatge de la rambla. És interessant la galeria lateral amb terrat. La composició asimètrica de les façanes combina elements de diversos estils: finestres "revival", motllures modernistes, balustrades noucentistes, etc. i que insereixen l'obra en el corrent eclèctic de principis de segle.

## Història

### Ca la Remei del forn, casa Elias Valero
La casa es va construir en la finca que va comprar el 1899 Remei Ribas Rius, anomenada la Remei del Forn, nascuda a Olesa de Montserrat el 1861 però veïna de Vilafranca, filla del forn del carrer de Sant Joan. Casada en segones núpcies amb Elies Valero García, nascut el 1854 a Villena (Alacant), advocat i jutge de Vilafranca, tots dos vidus.
A la finca hi havia una casa amb planta baixa i un pis, que va ser enderrocada, amb un pati destinat a hort, amb un total de 1.083 m², que afrontava per darrere amb la rambla de Nostra Senyora, vial que encara no tenia la seva estructura urbana prou definida. Amb la llicència d'obres de 19 de juliol de 1910, sol·licitada per Elies Valero, es va redefinir la finca per a arrenglerar-la amb la nova rambla.
Els arquitectes que van signar l'obra van ser Santiago Güell i Grau i Marcel·lià Coquillat Llofriu. Güell era arquitecte municipal de Vilafranca, i Coquillat tenia més experiència en obres de gran envergadura. La torratxa o torre mirador possiblement sigui la principal aportació de Coquillat al projecte.

### Casa Berger Balaguer
La construcció acabà el 1914, però els interiors no van quedar definits. El 1941, en morir Remei Ribas Rius, s'hi traslladen a viure la seva filla Maria Balaguer Ribas i el seu marit Emili Berger Dussourd, fill d'una família alsaciana, que es dedicava al comerç vinícola. Ocuparen el primer pis, on hi havia les estances habituals, amb una sala de música a la banda de la torratxa. A la planta baixa hi havia una entitat bancària i la planta segona quedà sense ús. En morir Maria Balaguer, el 1964, van continuar vivint-hi el vidu Emili Berger i el seu únic fill, Josep Maria Berger Balaguer, que no es va casar.

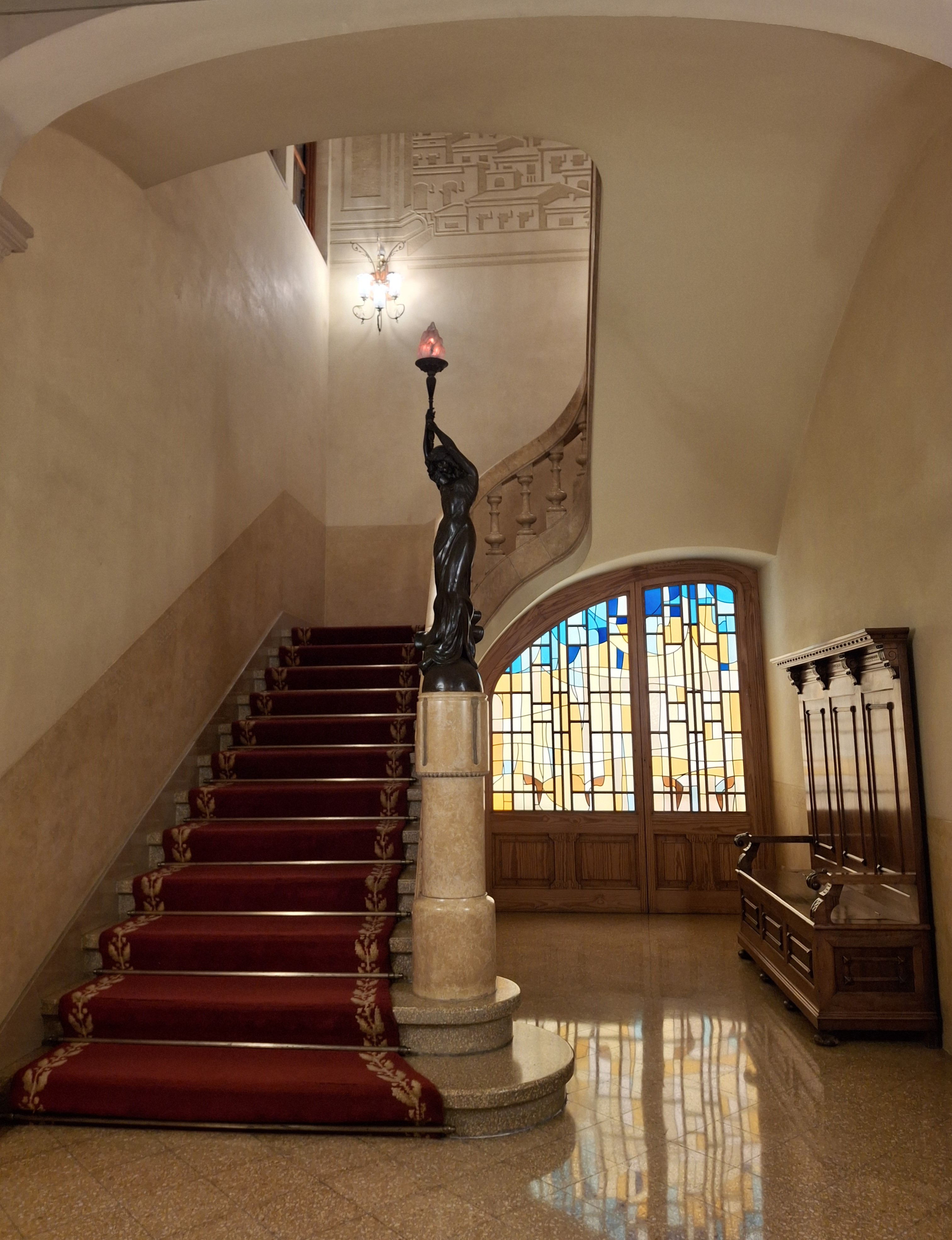
Escala principal

### Fòrum Berger Balaguer
Amb la mort del seu pare, el 3 de gener de 1978, Josep Maria Berger Balaguer signà l'oferiment de l'edifici a l'obra social de la Caixa d'Estalvis del Penedès, per tal de convertir-la en centre de referència de les activitats culturals que aquesta promovia, així com preservar el llegat i memòria de la família. Josep Maria Berger Balaguer es traslladà a viure a Vilanova i la Geltrú, on va morir el 24 de març de 1995. La Caixa d'Estalvis del Penedès es va fer càrrec de l'edifici el 1985, batejant-lo amb el nom de Fòrum Berger-Balaguer. Al seu costat, a la rambla vilafranquina, hi havia la seu social i l’oficina principal de l'entitat bancària.
El 1982 la Caixa Penedès encarregà el projecte de reforma de l'edifici a l'arquitecte Carles Pratcorona Monsó, que va incloure la reforma de l'estructura i cobertes, escala principal, instal·lació d'ascensor i sala d'auditori. Les obres començaren el 1985, resultant una aula de cultura i sala d'exposicions a la planta baixa -tret de la zona ja ocupada des de l'inici per una altra entitat bancària-, un auditori per a dues-centes persones al primer pis, conservant la zona d'habitacions nobles de l'habitatge, i una sala de juntes a la segona planta.

### Fundació Pinnae
El 2013, amb la dissolució de la Caixa Penedès, es creà la Fundació Especial Pinnae, que passà a ser la propietària de l'edifici, essent l'element patrimonial més important de l'entitat. El 2024 el Fòrum Berger Balaguer va rebre el distintiu Biosphere pel seu compromís en la sostenibilitat i el distintiu de Punt d’Informació Turística.